# Аренас Клуб де Гечо
„Аренас Клуб де Гечо“ е испански футболен клуб, базиран в град Гечо, близо до Билбао, Баска автономна област. Основан през 1909 г., понастоящем играе в Секунда Дивизион РФЕФ – Група 2, провеждайки домакински мачове на „Кампо Мунисипал де Гобела“, чийто капацитет е 2000 места. Те са победители в Купата на Краля през 1919 г., побеждавайки ФК „Барселона“ с 5:2.

## История

### Произходът на местния футбол
Районът на Голям Билбао е бил дълбоко свързан с Великобритания поради своите мини за желязна руда и индустрия. Дон Мануел, свещеник в местната енория в квартал Лас Аренас, подарява топки на местните деца по време на уроците по катехизис. Някои от тези момчета продължават да учат в Англия и научават за местната футболна игра. След завръщането си в Гечо, те разпространяват футбола в близките квартали.
До 1901 г. ежеседмични мачове се играят на полетата на Ламиако от младежи от Лас Аренас. През 1903 г. отборът печели Copa Athletic, най-големият местен турнир за юноши, както и изиграва мач срещу Клуб Циклиста де Сан Себастиан, предшественика на ФК Реал (Сосиедад). Те основават местен отбор през 1909 г. (насърчени от скорошното създаване на Испанската федерация на футболните клубове) с името ФК „Аренас“. Три години по-късно е преименуван на „Клуб Аренас“.
През 1914 г. те играят мачовете си в местния спортен клуб „Реал Клуб Холасета“, в квартал „Негури“.

### Ранни успехи
През 1912 г. започват да се състезават в Campeonato Norte заедно с „Реал Сосиедад“, „Атлетик Билбао“, „Расинг Сантандер“, „Спортинг Хихон“ и „Селта Виго“, като са короновани за шампион през 1917 г.
По време на сезон 1916 – 1917 на Campeonato, всички отбори с изключение на „Аренас“, „Атлетик“ и „Реал Унион“ са спрени. Спортната комисия на турнира решава да се играят само оставащите мачове между тези три отбора. „Йоластокиета“, един от отстранените отбори, е разпуснат същата година. „Аренас“ губи един мач, печели друг срещу Унион и побеждава „Атлетик“ два пъти, за да спечели титлата. Следва победа срещу „Спортинг де Хихон“ на полуфиналите. Това ги класира за Купата на Краля през тази сезон, като достигат до финала в Барселона, губейки с 1:2 срещу ФК „Мадрид“ след продължения.
През 1917 г. нокаут мач за Купата на Испания между „Аренас“ и „Атлетик Билбао“ е прекратен, след като теренът е щурмуван от привърженици на „Атлетик“, които искат да нападнат съдията, защото той изглежда предубеден към техния отбор.
През 1919 г. „Аренас“ спечелва друго регионално състезание, Campeonato de Vizcaya, като по този начин отново се класира за Купата на Краля и печели националния турнир, след като побеждава ФК „Барселона“ с 5:2 на финала, отбелязвайки три гола в продълженията. На следващата година, когато националният отбор на Испания е вицешампион при своя международен дебют на Олимпийските игри, съставът включва трима играчи от клуба – Франсиско Пагазауртундуа, Феликс Сесумага и Педро Валяна.
„Аренас Гечо“ се появява на финалите за Купата на Испания още два пъти – губейки срещу Барселона през 1925 г. (0:2), а две години по-късно срещу „Реал Унион“ (0:1), последният в единствения решаващ мач на всички баски в историята на състезанието, който не с участието на „Атлетик Билбао“. Всеки член на испанския отбор на Олимпийските игри през 1928 г. е от баски клуб, като „Аренас“ предоставя четирима от играчите.

### Съвременна история
След като играе в първите седем издания на Ла Лига, завършвайки на трето място през 1929 – 1930 г., и следващите шест сезона във втора дивизия, клубът прекарва по-голямата част от своето съществуване, състезавайки се на четвърто ниво, с периодични класирания в регионалните лиги. През 2015 г. Аренас спечелва промоция в третото ниво за първи път от 35 години чрез плейофите.
В първите 2 лиги, отбора има:
- 7 сезона в Ла Лига
- 6 сезона в Сегунда дивизион